# Yoann Kowal
Yoann Kowal (* 28. května 1987, Nogent-le-Rotrou, Centre-Val de Loire) je francouzský atlet, běžec, který se věnuje středním tratím.
Jeho dosavadním největším úspěchem je bronzová medaile z běhu na 1500 metrů, kterou vybojoval v roce 2009 na halovém ME v italském Turíně. Na Mistrovství Evropy v atletice 2010 v Barceloně doběhl ve finále na 5. místě.